# 罗马尼亚社会民主党 (1927年)
罗马尼亚社会民主党（羅馬尼亞語：Partidul Social Democrat Român，缩写为PSD）是罗马尼亚历史上的一个社会民主主义政党。  
在1920年代初期，罗马尼亚社会党因是否加入共产国际的问题发生分裂。支持加入的多数派于1921年建立社会-共产党（1922年，改名为罗马尼亚共产党），而反对加入的成员则分散成多个政治团体，并最终于1927年重组为罗马尼亚社会民主党。1938年—1944年，该党被取缔，但仍在地下活动。1944年后，它与罗马尼亚共产党结盟，并最终在1948年被迫与罗马尼亚共产党合并为罗马尼亚工人党（1965年，改名为罗马尼亚共产党）。该党曾出版《社会主义》《新世界》《自由》等刊物。
罗马尼亚共产党政权瓦解后，罗马尼亚共产党的一些前成员于1990年创建一个新的“罗马尼亚社会民主党”，并自称为1927年成立的罗马尼亚社会民主党的直接继承者。